# Veľká Domaša

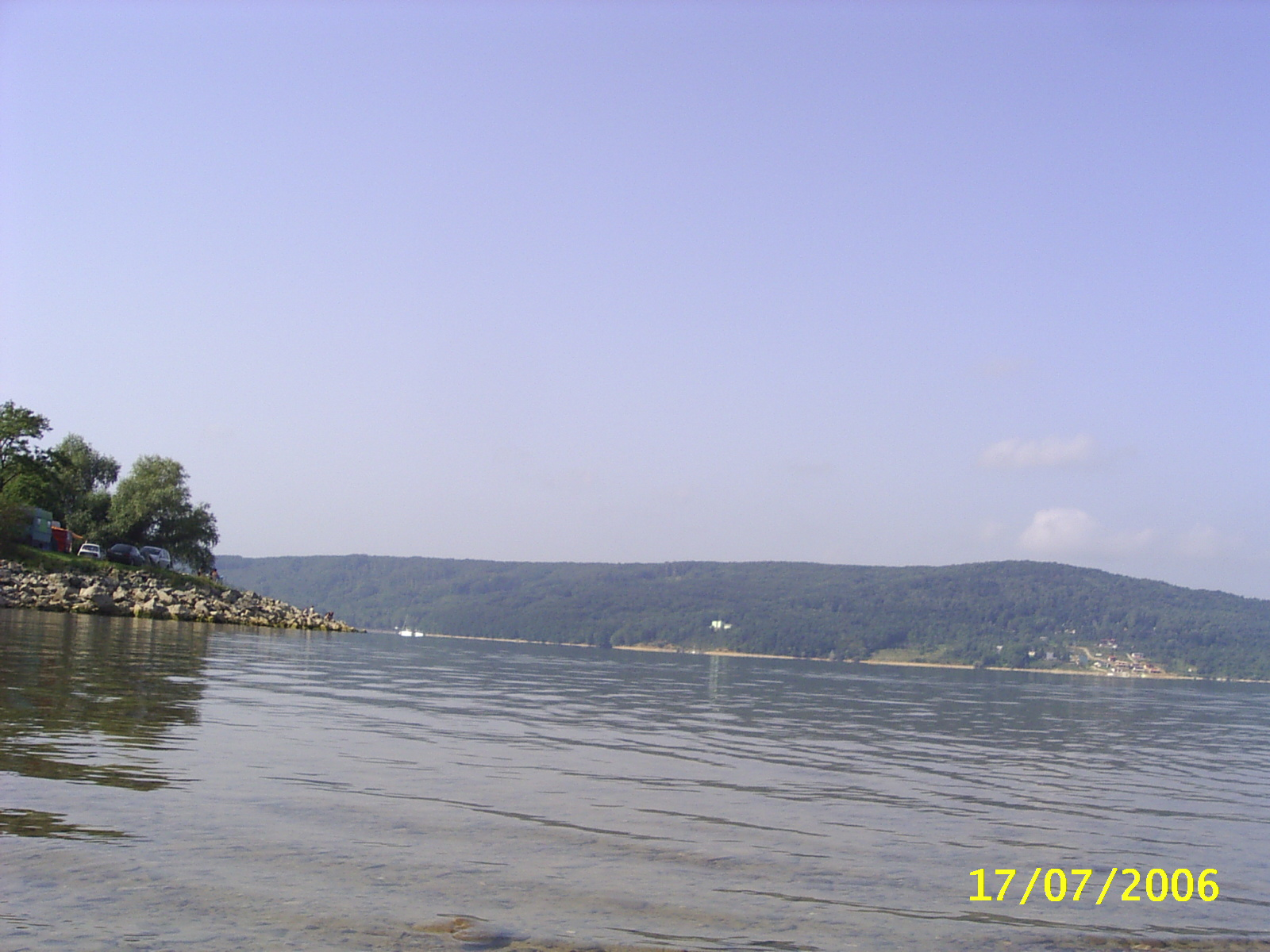
Veľká Domaša

Veľká Domaša – wielki sztuczny zbiornik wodny na rzece Ondawa na Pogórzu Ondawskim, w historycznym regionie Zemplin we wschodniej Słowacji. Veľkiej Domašy towarzyszy położony kilka kilometrów dalej na południe mały zbiornik wyrównawczy Malá Domaša.
Wzdłuż wschodniego brzegu jeziora biegnie droga krajowa nr 15 ze Svidníka przez Stropkov do Vranova nad Topľou.

## Historia
Budowę rozpoczęto w lutym 1962 r., a sypanie zapory zakończono we wrześniu 1966 roku. W grudniu tego samego roku wybudowano niewielką elektrownię wodną, a rok później  zakończono prace budowlane. Przy realizacji inwestycji zostało całkowicie zalanych sześć wsi: Dobrá nad Ondavou, Trepec, Kelča, Valkov, Petejovce i Veľká Domaša. Ich mieszkańcy zostali przesiedleni. Dwie inne wsie, Bžany i Turany nad Ondavou, położone przy górnym krańcu zbiornika, wysiedlone zostały częściowo. Po  wiosce Trepec pozostał jedynie kościół, stojący niegdyś w jej górnej części. Również po wsi Kelča  pozostał jedynie dwuwieżowy, barokowy kościółek p. w. św. Stefana Króla. Stoi on poniżej zwykłego poziomu wody w zbiorniku i dlatego otoczony jest specjalnym wałem. Nová Kelča została pobudowana na stoku powyżej starej wsi.

## Charakterystyka zbiornika
Przeciętna powierzchnia lustra wody w zbiorniku – 14,22 km², długość – 13,8 km, szerokość do 3 km, głębokość do 25 m, przeciętna wysokość lustra wody 156 m n.p.m.
Nierównomierność zasilania w wodę powoduje duże wahania poziomu wody, co z kolei powoduje erozję brzegów i osuwiska na stokach otaczających jezioro.
Veľká Domaša ma duże znaczenie gospodarcze. Jej głównym zadaniem jest ochrona Niziny Wschodniosłowackiej przed wiosennymi powodziami, poza tym jest użytkowana do celów energetycznych i rekreacyjnych – klimat jest łagodny, a temperatura wody latem sięga 23 °C. Służy także jako zbiornik wody użytkowej, a perspektywicznie również wody pitnej. 

## Żegluga na zbiorniku
Na zbiorniku dopuszczona jest żegluga zarówno żaglowa jak i motorowa. Uprawiane jest narciarstwo wodne. Na obwodzie zbiornika, zwłaszcza na wschodnim brzegu, znajduje się kilka przystani. 
Od lat 70. XX w. na terenie zbiornika funkcjonowała w sezonie letnim rekreacyjna żegluga publiczna. Po jego wodach kursował w tym czasie statek „Domaša”, zabierający 150 pasażerów, a także mniejsza, 40-osobowa „Dukla”. Po ich wycofaniu z eksploatacji, od 1993 r. przez 26 lat na akwenie nie było regularnej żeglugi. Obecnie, od 2019 r., po zbiorniku kursuje zbudowana w czeskiej Pradze „Bohemia”. Dwupokładowy statek długości ok. 32,5 m posiada 60 miejsc przy stolikach w salonie i drugie tyle na górnym, odkrytym pokładzie. 
„Port macierzysty” jednostki znajduje się w ośrodku rekreacyjnym Dobrá na południowo-zachodnim krańcu zbiornika.